# Chiesa dei Santi Pietro e Paolo (Colliano)
La chiesa dei Santi Pietro e Paolo è un edificio religioso di Colliano, in provincia di Salerno. Dedicata algli Apostoli Pietro e Paolo, è la chiesa madre e parrocchiale del comune e sorge nel centro storico, ai piedi del castello normanno e della frazione Collianello, lungo la strada per Valva.

## Storia
La chiesa, originaria del XIII secolo, subì vari restauri nel corso deò tempo, sia a causa di terremoti, che (in origine) per adattarsi ai dettami del Concilio di Trento. A seguito un'importante ricostruzione del XVIII secolo, poco rimase dell’impianto originario. L'ultimo restauro avvenne a seguito del terremoto del 1980 e l'edificio riaprì al culto nel 2000.

## Descrizione
La struttura è di stile barocco ed ha una pianta a croce latina a tre navate, a cui si accede da nord tramite tre ingressi lapidei. I tre portali presentano sulle sommità gli affreschi del Cuore di Gesù sul maggiore e, rispettivamente, i Santi tutelari Pietro e Paolo su quelli minori. La parte superiore dell'edificio, il timpano, è sostenuto da volute recanti obelischi e due leoni in pietra posizionati sulle cuspidi della facciata, che si innalza sul sagrato e su Largo Monsignor Benedetto Agosto. All'interno di essa è custodita, tra le altre, la statua del santo patrono Papa Leone IX.